# Javier María Pascual Ibáñez
Javier María Santiago Pascual Ibáñez (Sangüesa, 1933 - Madrid, 12 de diciembre de 1998) fue un editor español y activista carlista. Su carrera profesional culminó en la década de 1980, al asumir la dirección del Departamento del Español Urgente en la Agencia EFE, una unidad con designios normativos lingüísticos para todo el mundo hispánico. Sin embargo, es más conocido por su papel desempeñado en El Pensamiento Navarro bajo cuya dirección, a finales de la década de 1960, el diario jugó un papel decisivo en la toma socialista de las estructuras carlistas.

## Familia y juventud

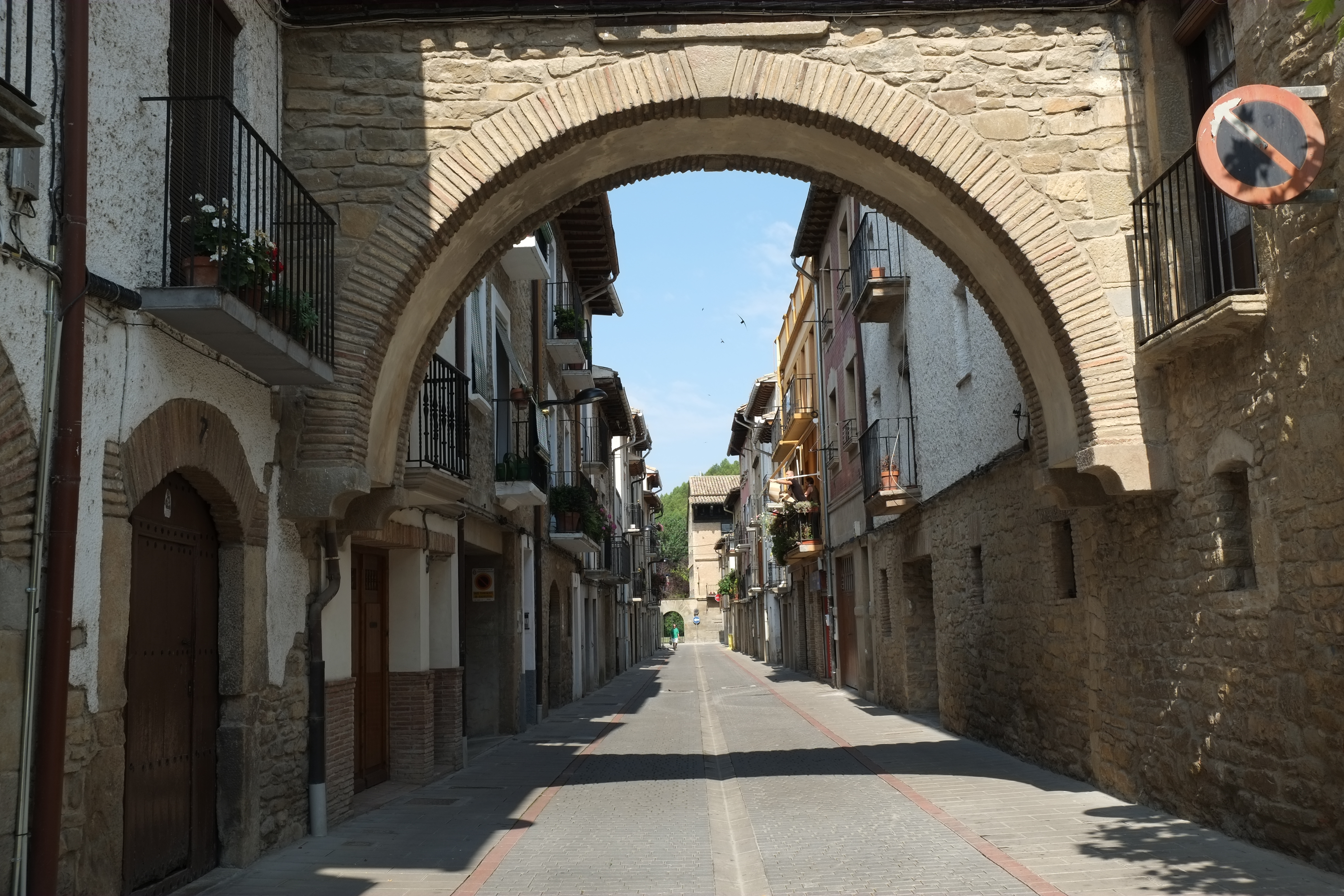
Sangüesa

La familia Pascual ha estado emparentada con el pueblo navarro de Etayo, a pocos kilómetros de la emblemática montaña de Montejurra. Aunque su primer representante se remonta al siglo XVI, ninguno de sus descendientes se hizo famoso en la historia de la región. El abuelo paterno de Javier María, Genaro Pascual Subirán, era un campesino local; se casó con una muchacha de la cercana Lorca, Severina Hermoso de Mendoza. Su hijo y padre de Javier María, Hernán Pascual Hermoso de Mendoza, fue el primero en abandonar Etayo; habiendo estudiado medicina y registrando lo que su hijo describió como un logro triunfal, se convirtió en médico. En la década de 1920 Hernán Pascual se instala en Sangüesa, en el Prepirineo navarro. Integró el Cuerpo de Inspectores Municipales de Sanidad y ejerció como médico en la zona; queda registrado en la memoria viva como "muy bueno". Ninguna de las fuentes consultadas aporta información sobre su esposa y madre de Javier María, María Ibáñez; su hijo la recuerda como extremadamente trabajadora y devota.

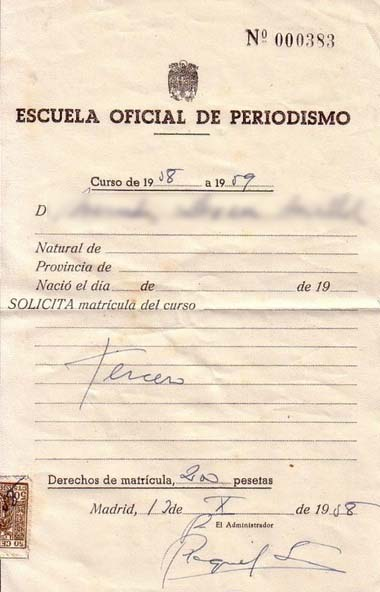
Certificado de matriculación en la Escuela Oficial de Periodismo, 1958

Javier María y sus 3 hermanas se criaron en un ambiente fervientemente católico; una de ellas se hizo monja. Primero se educó en los colegios jesuitas de Durango, Javier y Tudela, esquivando por poco la expulsión ya que su carácter independiente provocó conflictos y polémicas. Al recibir el bachillerato, obtenido en 1951, los jesuitas le sugirieron que entrara en un noviciado; él mismo estuvo más bien tentado de seguir su habilidad para las letras. Sin embargo, los padres de Javier María se mostraron escépticos y lo persuadieron para que estudiara derecho. Pascual no se mostró nada entusiasta, pero agradeció las ventajas que ofrecía la cultura jurídica; se trasladó a la capital y se matriculó en la Facultad de Derecho de la Universidad de Madrid. Completó el plan de estudios y se graduó en un momento no especificado, probablemente a mediados de la década de 1950. No abandonó su afición juvenil; en 1954 se incorporó a la Escuela Oficial de Periodismo de Madrid, convirtiéndose más tarde en periodista oficial de prensa.
No está claro si antes de mudarse a Madrid Pascual comenzó a colaborar en la prensa navarra, especialmente que dos de sus familiares escribieron en periódicos de Pamplona y ocuparon cargos administrativos en el ámbito de la prensa local. Durante el período académico ya se destacó como enviado a Madrid de dos diarios clave de Pamplona, Diario de Navarra y El Pensamiento Navarro; tiempo después comenzó a colaborar también en revistas de otros lugares, enviando correspondencia desde la capital a La Gaceta del Norte (Bilbao) y El Correo Catalán (Barcelona). En una posición poco clara también estuvo involucrado en un periódico técnico corporativo Información de la Publicidad . En una fecha indeterminada, pero antes de mediados de la década de 1960, Javier María Pascual se casó con María Rosa Figueroa Otermín. La pareja vivió principalmente en Madrid, aunque en la segunda mitad de la década de 1960 residieron en Pamplona. Tuvieron 8 hijos, 4 hijos y 4 hijas; ninguno de ellos llegó a ser una figura pública reconocida a nivel nacional.

## Carrera pública temprana

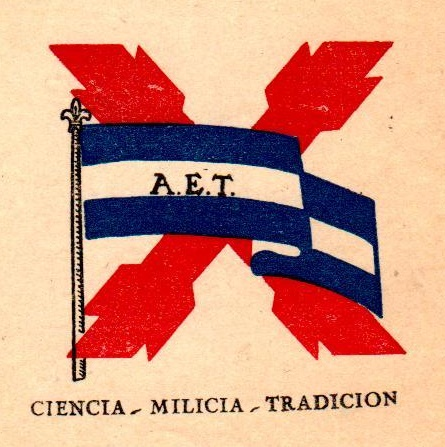
Emblema de la Agrupación Escolar Tradicionalista (AET)

En la familia cercana de Pascual había antecedentes tanto falangistas como carlistas. Admitió gran influencia de un pariente materno, Joaquín Arbeloa, durante el primer franquismo una figura emergente en la historiografía y el periodismo navarro, cofundador de la combativa revista falangista Jerarquía y en la década de 1940 colaborador del Diario de Navarra. Javier María quedó en deuda también con un pariente paterno Ángel María Pascual, un viejo falangista, presidente de la Asociación de la Prensa de Pamplona, poeta y corresponsal de diarios navarros y nacionales. Por otro lado, el padre de Javier María fue un carlista vehemente y su tío paterno, José Manuel Pascual Hermoso de Mendoza, fue una figura icónica del movimiento; ex capellán de Requeté, fue párroco primero en Etayo y luego en Pamplona, activo también como líder de una organización religiosa de excombatientes tradicionalistas.
Habiendo llegado a Madrid a mediados de la década de 1950, Pascual se acercó a los estudiantes de herencia tradicionalista, agrupados en la semilegal Agrupación Escolar Tradicionalista (AET). Encajaba perfectamente en su perfil típico, "de procedencia rural o de pequeñas ciudades no demasiado urbanizadas, católicos, monárquicos y legitimistas". En sus pueblos de provincia criados en un ambiente tradicionalista pero disfrutando de la autonomía de los estudiantes viviendo en una gran ciudad, no se preocuparon especialmente por la doctrina y buscaron un nuevo formato de carlismo. Con un nuevo giro pro-colaboracionista del partido a mediados de la década de 1950, la juventud se benefició más: el régimen permitió el lanzamiento de los periódicos controlados por la AET La Encina y Azada y asta. Pascual participó en ambos, en 1957-58 como redactor jefe del primero y desde 1959 del segundo. Bajo su guía se convirtió en una plataforma donde el tradicionalismo se mezclaba con la búsqueda de una nueva fórmula intelectual, respaldando cada vez más la heterodoxia. Pascual aportó él mismo, centrándose en temas sociales y religiosos; en línea con los preparativos en curso del Vaticano II, pidió una nueva Iglesia. Al no llegar a abrazar abiertamente las tendencias liberales, respaldó el "catolicismo liberal" en "su sentido etimológico y no político". Algunas de sus piezas combativas pro-carlistas han sido destacadas incluso por la prensa republicana en el exilio en Francia.

Estandarte carlista

A finales de la década de 1950 y principios de la de 1960, Pascual siguió colaborando en varios títulos regionales y nacionales, entre ellos 24, periódico de la organización estudiantil franquista SEU, Imperio, diario sindicalista, o Punta Europa, un ambicioso Mensual católico con sabor a tradicionalismo. Su primer encargo importante fue el nombramiento en 1961 para el consejo de redacción de El Alcázar, un diario madrileño falangista de línea dura. Pascual permaneció en la directiva durante los siguientes 5 años ya principios de los 60 empezó a despuntar como una joven estrella de los medios madrileños. Sus artículos fueron nominados a varios premios, ya fueran católicos o corporativos; como representante de la "prensa madrileña" viajó por España y por el extranjero; fue condecorado con la Cruz de Orden de Cisneros, otorgada por el Movimiento Nacional por servicio civil meritorio; por último, pero no menos importante, comenzó a aparecer en televisión como comentarista invitado, invitado entre los principales editores de los principales diarios.

## El Pensamiento Navarro

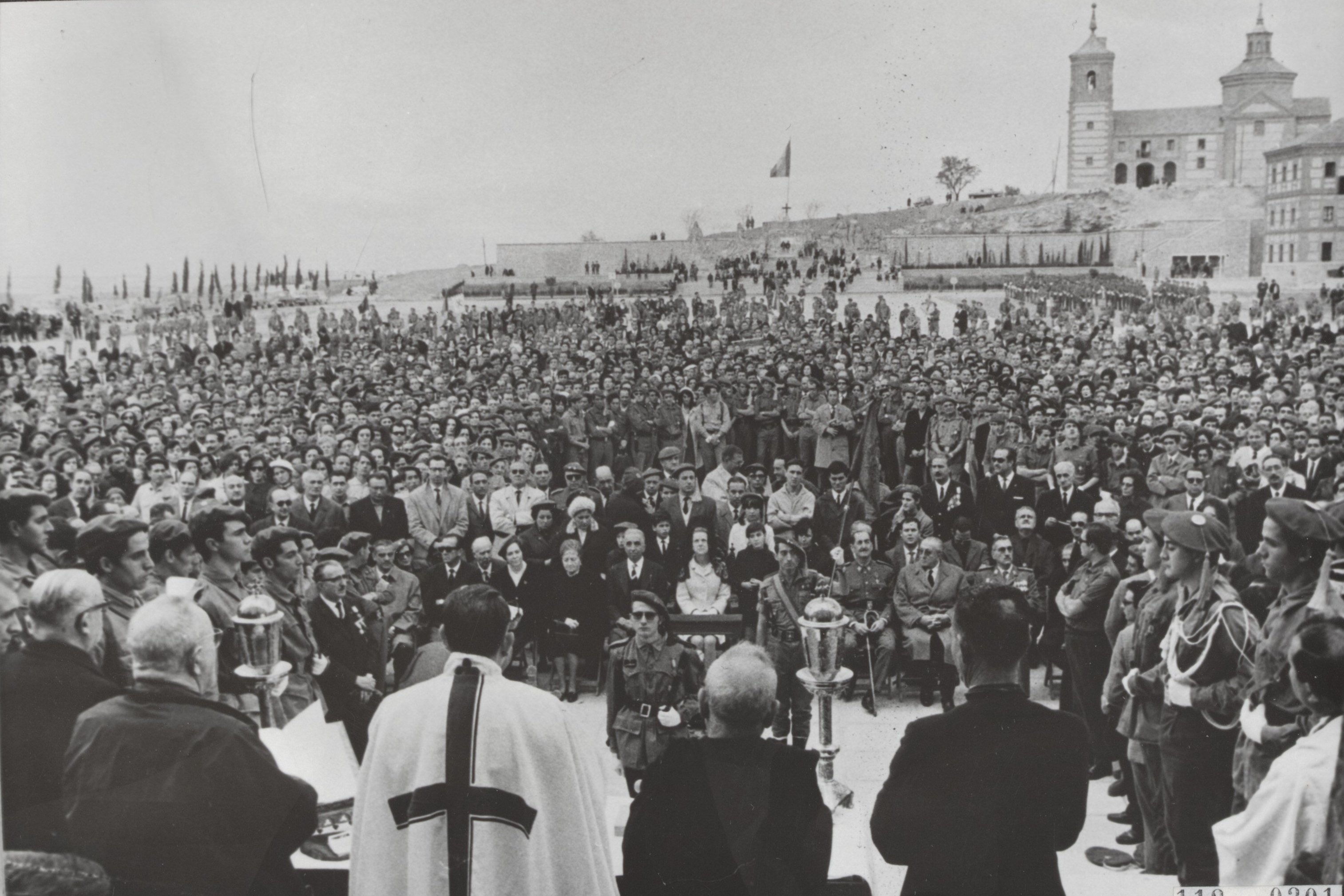
Encuentro carlista, 1966

A mediados de la década de 1960, el carlismo estaba cada vez más dividido, aunque no abiertamente, entre los tradicionalistas reaccionarios, que defendían principios ultraconservadores, y aquellos que buscaban una fórmula progresista, pronto conocidos como Hugocarlistas. Aunque el líder intelectual de este último y mentor de Pascual, Ramón Massó, abandonó la política, su entorno AET continuó la campaña para hacerse con el control de los puestos clave del partido. Apoyados por el heredero al trono carlista don Carlos Hugo, en 1966 aseguraron el nombramiento de Pascual como director del vocero semioficial carlista, El Pensamiento Navarro. No está claro si los tradicionalistas se dieron cuenta del complot; oficialmente apoyaron incondicionalmente a Pascual.
Debido a la falta de fondos, Pascual no pudo lanzar la revisión tecnológica del periódico anticuado; hizo que pareciera más ágil reorganizando el diseño, introduciendo nuevas columnas e incorporando nuevo personal. El cambio clave, sin embargo, fue quitarle énfasis al tradicionalismo y saturar las páginas con novedosas ideas democráticas de los Hugocarlistas. La línea editorial abanderada por Pascual evitaba la confrontación abierta. Por el contrario, el cambio se caracterizó por renovar el pensamiento carlista; presentó el carlismo no como una doctrina fija sino más bien como un enfoque dinámico. Los elementos clave de esta estrategia destacaban dos pilares del conjunto de herramientas ideológicas del movimiento: la lealtad inquebrantable a la dinastía carlista ya la Iglesia. Como el primero estaba siendo dominado por Don Carlos Hugo y el segundo experimentaba la transformación adoptada en el Vaticano II, la estrategia funcionó como una trampa para los lectores de mentalidad conservadora; también sirvió como trampolín para avanzar ideas cada vez más de izquierda.

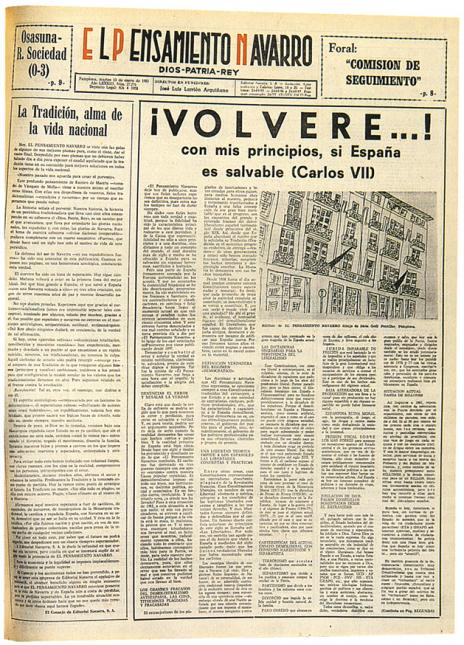
El Pensamiento Navarro (emisión del período pospascual)

Además de movilizar apoyo para los Borbón-Parma y para los cambios relacionados con el trabajo adoptados por la Iglesia, otro hilo conductor clave del periódico fue el apoyo a la organización descentralizada del Estado; esto, sin embargo, nunca ha equivalido a respaldar el separatismo de los nacionalismos periféricos, a lo que Pascual se opuso con vehemencia. Aunque apoyó la progresiva democratización, El Pensamiento Navarro evitó el desafío abierto a Franco o al franquismo y, quizás hasta cierto punto genuinamente, se jactó de su fidelidad al "espíritu del 18 de julio". Las llamadas a la liberalización se estilaron como defensa del propio régimen, la autodenominación oficial del estado como "Monarquía Tradícional, Católica, Social y Representativa" se repitió hasta la saciedad, y las propias palabras de Franco se citaron a menudo al presentar El carlismo como representación de "la España ideal, frente a la bastarda y afrancesada de los liberales".
El régimen identificó a El Pensamiento Navarro como subversivo, aunque aplicó pocas medidas no concluyentes. La más atrevida fue un exilio de 46 días en Riaza, administrado frente a Pascual a principios de 1969. Más fatídicas fueron las diferencias con los tradicionalistas que controlaban la Editorial Navarra, una empresa fachada propietaria del periódico. Aunque no hubo enfrentamientos públicos entre Pascual y la junta en 1966-1968, expertos tradicionalistas clave solían desafiar la línea de Pascual desde el principio. A fines de la década de 1960 ya era considerado uno de los tres "prohombres del neocarlismo socialista", que presidieron la transformación hacia el marxismo. Tras la impresión de la declaración emitida por los sindicatos católicos, que en nombre de "la clase obrera" arremetió contra el "sistema capitalista injusto e inhumano", en la primavera de 1970 Pascual fue amonestado oficialmente por la junta directiva; en julio de ese año Editorial Navarra rescindió el contrato de trabajo de Pascual.

## De vuelta en Madrid: política y alrededores

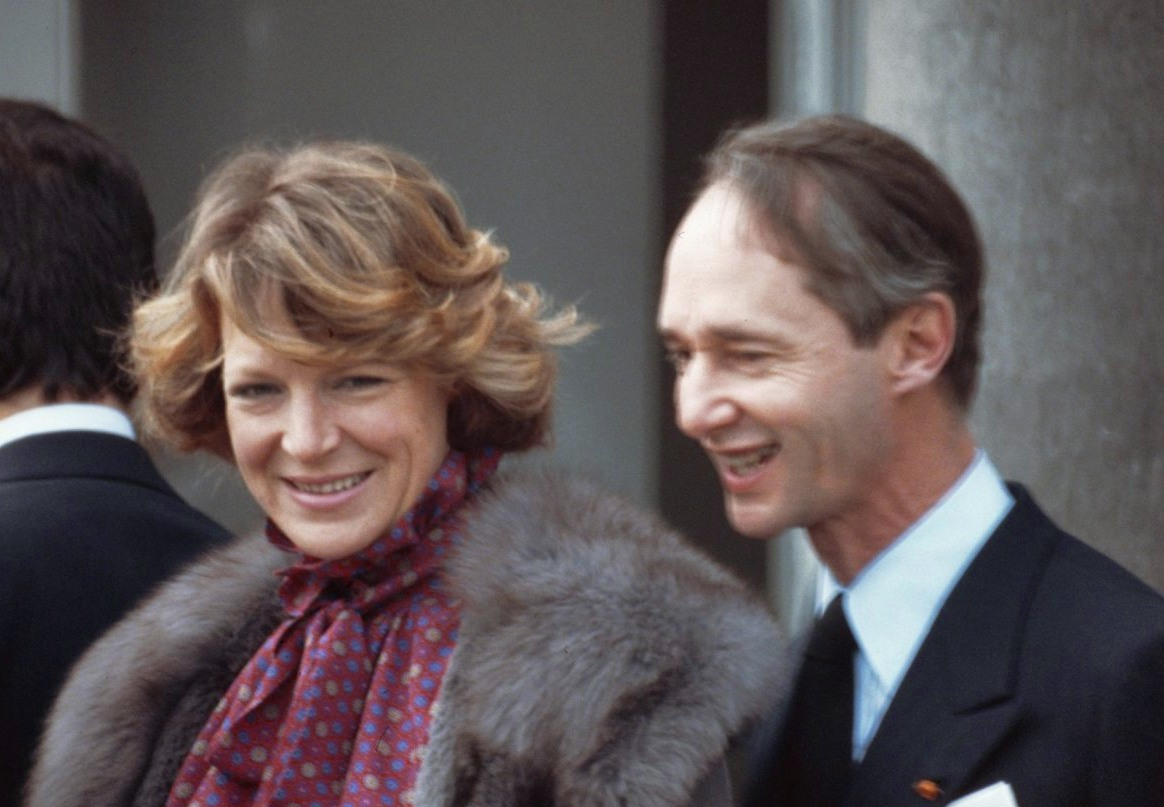
Carlos Hugo y su esposa, 1978

La destitución de Pascual fue un duro golpe para los hugocarlistas; bajo su dirección, El Pensamiento Navarro fue "instrumental para una nueva evolución carlista" y junto con algunos periódicos menores constituyó un ariete propagandístico de los progresistas. La facción lanzó inmediatamente un contraataque; intentaron sacar a los Tradicionalistas del directorio de Editorial Navarra, orquestaron una ola de cartas de protesta y diseñaron un boicot al periódico; la campaña culminó con un atentado con bomba. Todo eso resultó infructuoso y El Pensamiento Navarro fue reivindicado por los tradicionalistas, su última y efímera victoria en la lucha por el control del partido; en ese momento las estructuras carlistas ya estaban firmemente dominadas por los hugocarlistas.
Aparte de un papel menor en un organismo consultivo de propaganda carlista, Pascual no ocupó cargos políticos ni en Comunión Tradicionalista ni en una organización Hugocarlista creada en 1970, el Partido Carlista. Tampoco era un ideólogo ni un orador tipo rally; su función consistía principalmente en gestionar la campaña de propaganda de la facción y, como tal, está clasificado como representante del "sector más abierto del Carlismo". Haber dejado Pamplona y haber aceptado un empleo en la empresa estatal de medios de comunicación Pascual ya no era una ventaja para el partido. Además, desarrolló dudas sobre el rumbo militantemente izquierdista y cada vez menos religioso adoptado por el Partido Carlista. Aunque antes elogió al ideólogo del partido, Pedro José Zabala, como "carlista sin lastres inncecesarios", luego alimentó algunas dudas y la correspondencia con el antiguo líder del partido, Manuel Fal, tendió a aceptar al menos algunas críticas. Como resultado, la relación de Pascual con el Partido Carlista se deterioró, especialmente porque, como codirector de una agencia de noticias estatal a principios de la década de 1970, no podía permitirse demostrar simpatías políticas radicales. Ninguna de las fuentes consultadas aporta información sobre la implicación de Pascual en las gestiones electorales del Partido Carlista en la transición. En 1976 podría haber estado involucrado en la incautación progresista de objetos históricos carlistas. La última vez que se le identificó como partidario de Don Carlos Hugo fue en 1978, cuando Pascual participó en las Jornadas Carlistas de la Prensa en Madrid.

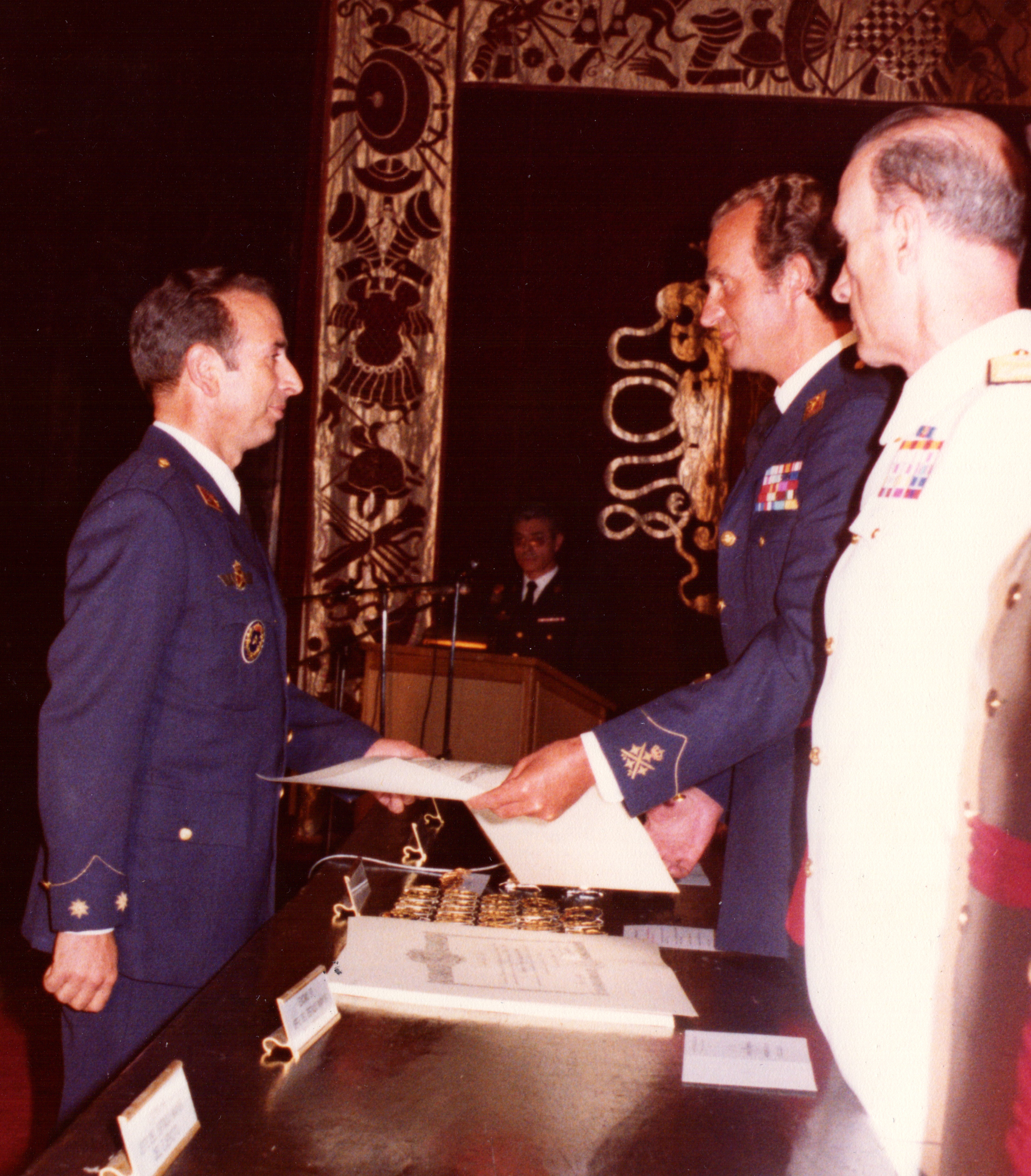
El rey Juan Carlos, 1984

Los últimos años de la década de 1970 y principios de la de 1980 marcaron la plena integración de Pascual en el ámbito público de la España posfranquista. En 1979 ingresó en la ejecutiva de la Asociación de la Prensa de Madrid y –quizás como gran aficionado a la tauromaquia – fue nombrado presidente de su Comisión de Festejos. Participando en una serie de debates corporativos en 1983 llegó a ser vicesecretario de AdP. Su carrera en la Asociación llegó a un abrupto final en 1984, marcando también la finalización de su cambio de sentido dinástico. En protesta por lo que TVE percibió como un insulto al rey Juan Carlos, dimitió de todas sus funciones en la asociación corporativa -lo que no le impidió alimentar el "gran sentimiento" hacia la memoria de su ex monarca carlista, don Javier. Lo que no cambió fue la oposición de Pascual al separatismo vasco. Aunque apoyó plenamente la nueva legislación democrática sobre medios de comunicación, a fines de la década de 1980, Pascual demostró públicamente cierta inquietud por lo que consideraba hilos blasfemos en los medios libres españoles.

## Agencia EFE

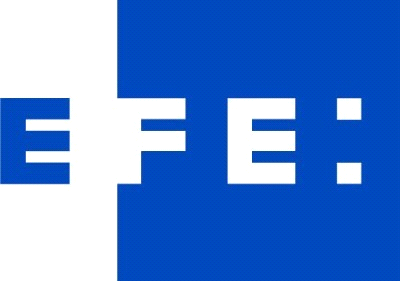
Logotipo EFE

A su regreso a Madrid, Pascual fue empleado en la oficina central de la Agencia EFE, la agencia oficial de noticias española. No está claro cuál fue su papel en las estructuras de la empresa a principios de la década de 1970; según una fuente, trabajó como redactor-jefe, un editor sénior responsable de las noticias publicadas durante su turno. Ya por entonces era una figura respetada en el mundo mediático madrileño; en 1973 fue uno de los primeros en mudarse a la co-denominada Ciudad de los Periodistas, un complejo de cinco edificios residenciales de gran altura encargado por la Asociación de la Prensa, en el siglo XXI todavía denominado "el mejor lugar para vivir en Madrid". Como Pascual fue redactor-jefe durante la noche de la muerte de Franco, era él quien determinaba cómo se difundía la noticia. En un momento no especificado, aunque antes de mediados de 1979, ascendió a ejecutivo de la Sección de Información Nacional y subdirector de toda la agencia; en 1981 fue nombrado director de la sección nacional de EFE.
A principios de la década de 1980, EFE creó el Departamento del Español Urgente (DEU), una subunidad dedicada principalmente a la garantía de calidad; se centró en el lenguaje y el estilo utilizados por la agencia, con tres tareas clave especificadas. Pascual fue nombrado titular de la DEU; en este trabajo dio forma a su modus operandi y priorizó el trabajo, presidiendo la Comisión Permanente y cooperando con la Comisión Asesora. No está claro si, además de las tareas típicas de gestión, su función consistía también en proporcionar conocimientos lingüísticos y editoriales reales; sin embargo, emergió claramente como líder de una unidad configurada como alta autoridad en lengua española, con un papel normativo en las sucursales de EFE en todo el mundo y ejerciendo influencia en todo el ámbito hispano. En este cargo, Pascual abordó la heterogeneidad del uso del español en todo el mundo y lideró el impulso para introducir un estándar global, que sería moldeado principalmente por Madrid y adoptado en toda la comunidad hispana.

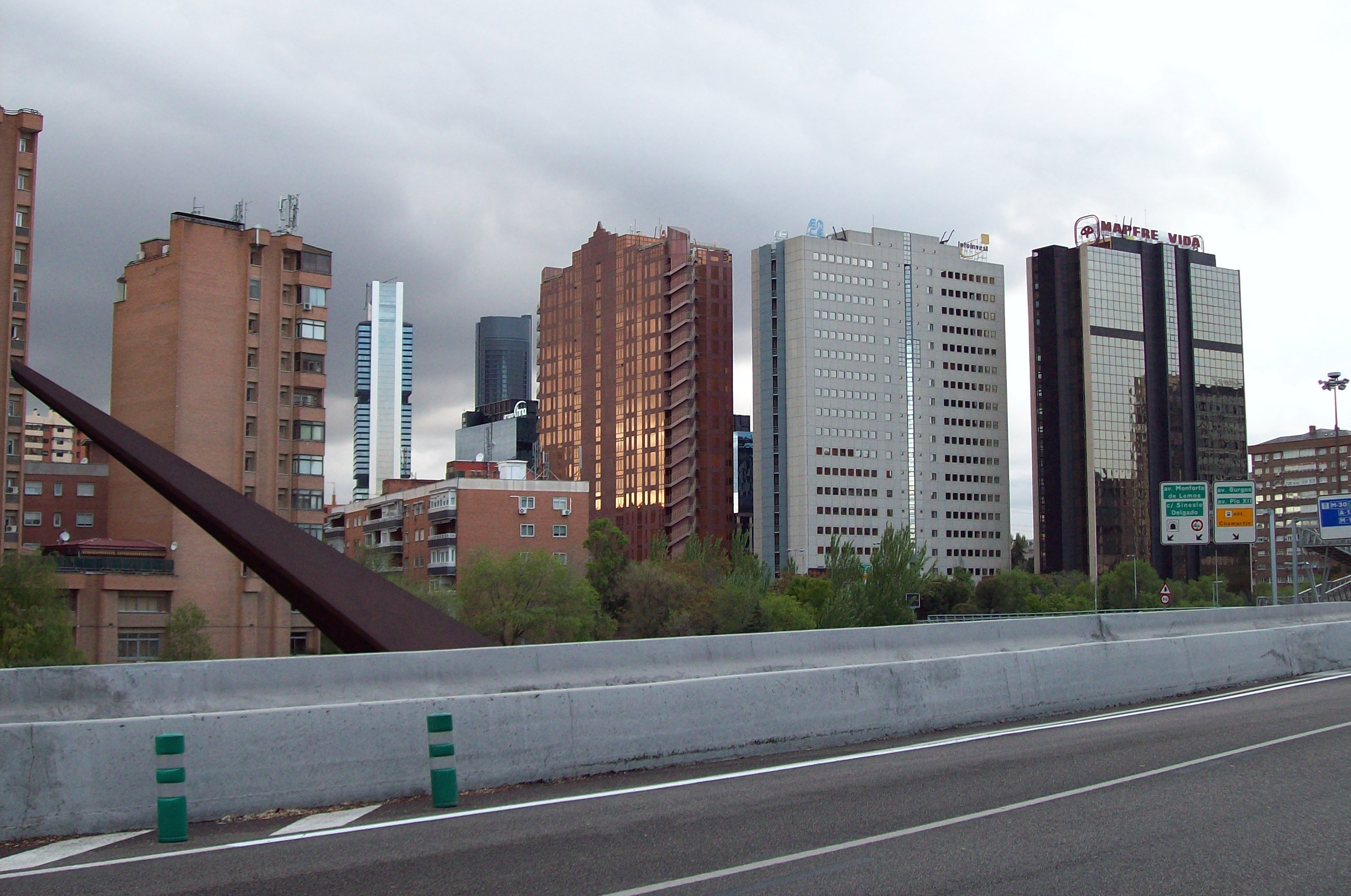
Sede de EFE (segunda por la derecha), Madrid

Pascual continuó como uno de los subdirectores de EFE y jefe de DEU durante la década de 1980. Debido a su papel, interactuó con varias instituciones, incluida la Real Academia Española, por ejemplo, cuando defendió su impulso de homogeneidad e intentó establecer la Fundación para la Defensa de la Lengua Española; también participó en una serie de iniciativas lingüísticas y educativas. Además de haber sido responsable de las actualizaciones periódicas del Manual de estilo de EFE, editó y coeditó varias publicaciones de EFE, la más conocida de ellas El neologismo necesario (1992). Por causas que no están claras en 1992 cesó al frente de la unidad, en ese momento rebautizada como Departamento de Control de Publicación y Análisis de Estilo de EFE El motivo pudo haber sido su mala salud; en 1994 ya se destacaba por sus frecuentes ausencias en las sesiones de los directorios de EFE. No está claro si el mal estado de salud de Pascual estaba relacionado de alguna manera con un grave accidente de coche que sufrió en Pamplona en 1967. Un automóvil que conducía chocó contra un camión y Pascual resultó con heridas muy graves.

## Académico

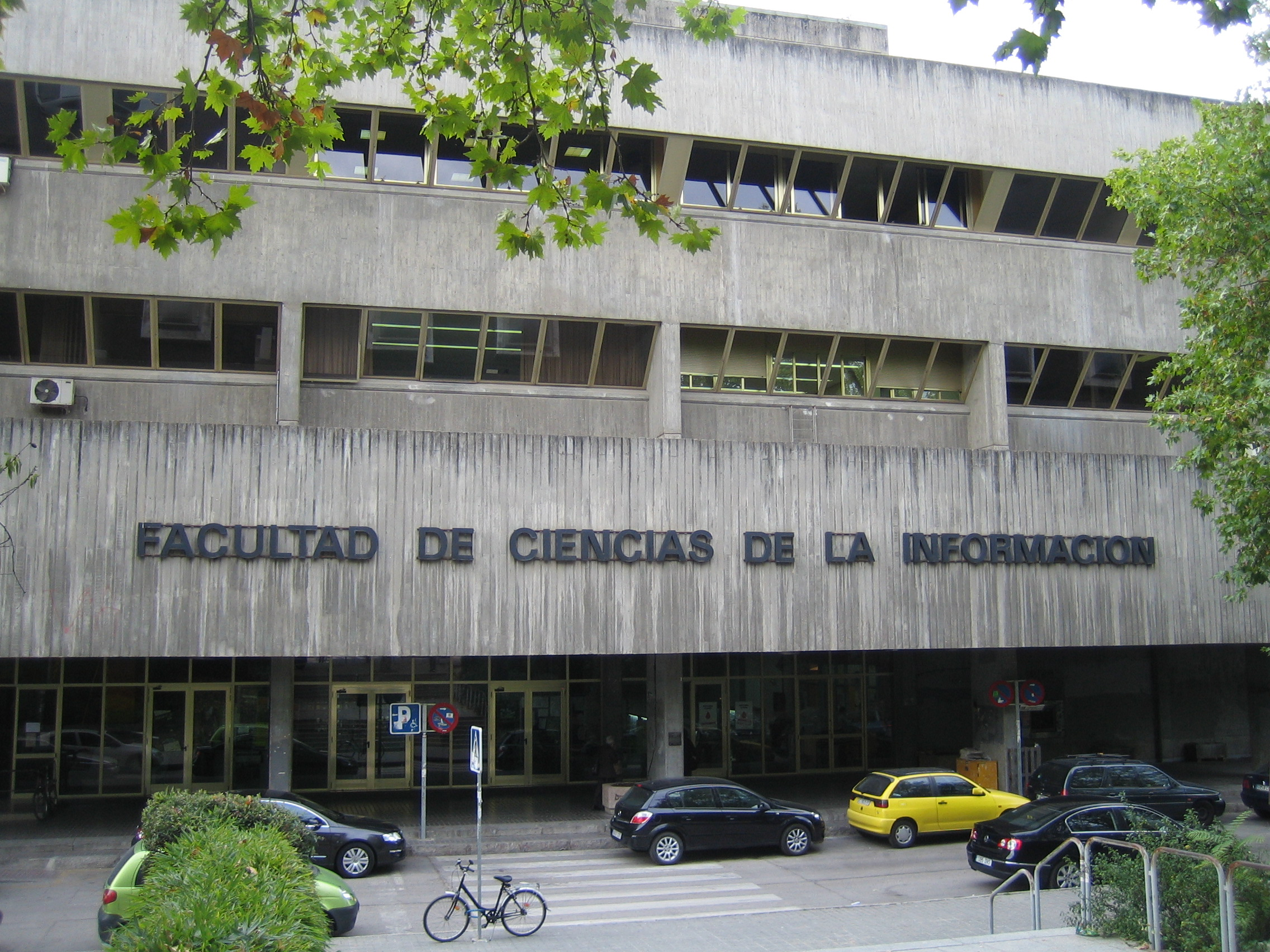
Facultad de Ciencias de la Información, Complutense

Ya en Pamplona a finales de los años 60 Pascual probó suerte como docente universitario; su antiguo mentor Massó, que en ese momento enseñaba en la Universidad de Navarra, hizo arreglos para que Pascual fuera invitado a dar conferencias en la Escuela de Periodismo, una sección recién establecida de la universidad. La cooperación terminó una vez que Pascual dejó Navarra, aunque continuaron los rumores sobre el vínculo con el Opus Dei. Una vez en Madrid, decidió actualizar sus credenciales científicas y comenzó una investigación doctoral, con especial atención a los medios en las obras del Concilio Vaticano II. La tesis, escrita bajo la dirección de Pedro Lombardía y titulada Trayectoria doctrinal del Concilio Vaticano II sobre la comunicación y sus medios, fue aceptada cum laude en la Universidad Complutense en 1973. Unos años más tarde se publicó como Los medios de comunicación social en la doctrina de la Iglesia; en el prólogo se alardeaba como "la monografía más completa que existe – y no sólo en castellano". La recepción en el extranjero fue bastante tibia; los críticos desafiaron tanto la base metodológica como las conclusiones.
Ya como doctor en 1973, Pascual fue invitado a incorporarse a la recién creada Facultad de Ciencias de la Información de la Universidad Complutense; siguió enseñando allí hasta mediados de la década de 1980. A fines de la década de 1970, cuando trabajaba como profesor adjunto contratado, se encontraba entre las figuras clave de la facultad; se opuso con vehemencia a los planes para reformatear la unidad, lo que restaría importancia a su función científica y la convertiría en una especie de centro de trabajo, ofreciendo cursos especializados a los estudiantes. En la década de 1980 ascendió a profesor numerario titular regular; en ese momento ya dirigía el Departamento de Redacción Periodística. Aprovechando su papel en el ámbito de los medios de comunicación de Madrid, actuó de intermediario entre la Facultad de Ciencias de la Información y la Asociación de la Prensa, gestionando planes de prácticas para estudiantes. En 1986 Pascual firmó un contrato de Profesor Titular con San Pablo CEU, un establecimiento educativo católico en ese momento en transición entre el Colegio Universitario, adscrito a la Complutense, y una institución de educación superior independiente. Ingresando a la Facultad de Periodismo, permaneció como jefe de su Departamento de Redacción Periodística hasta su muerte.

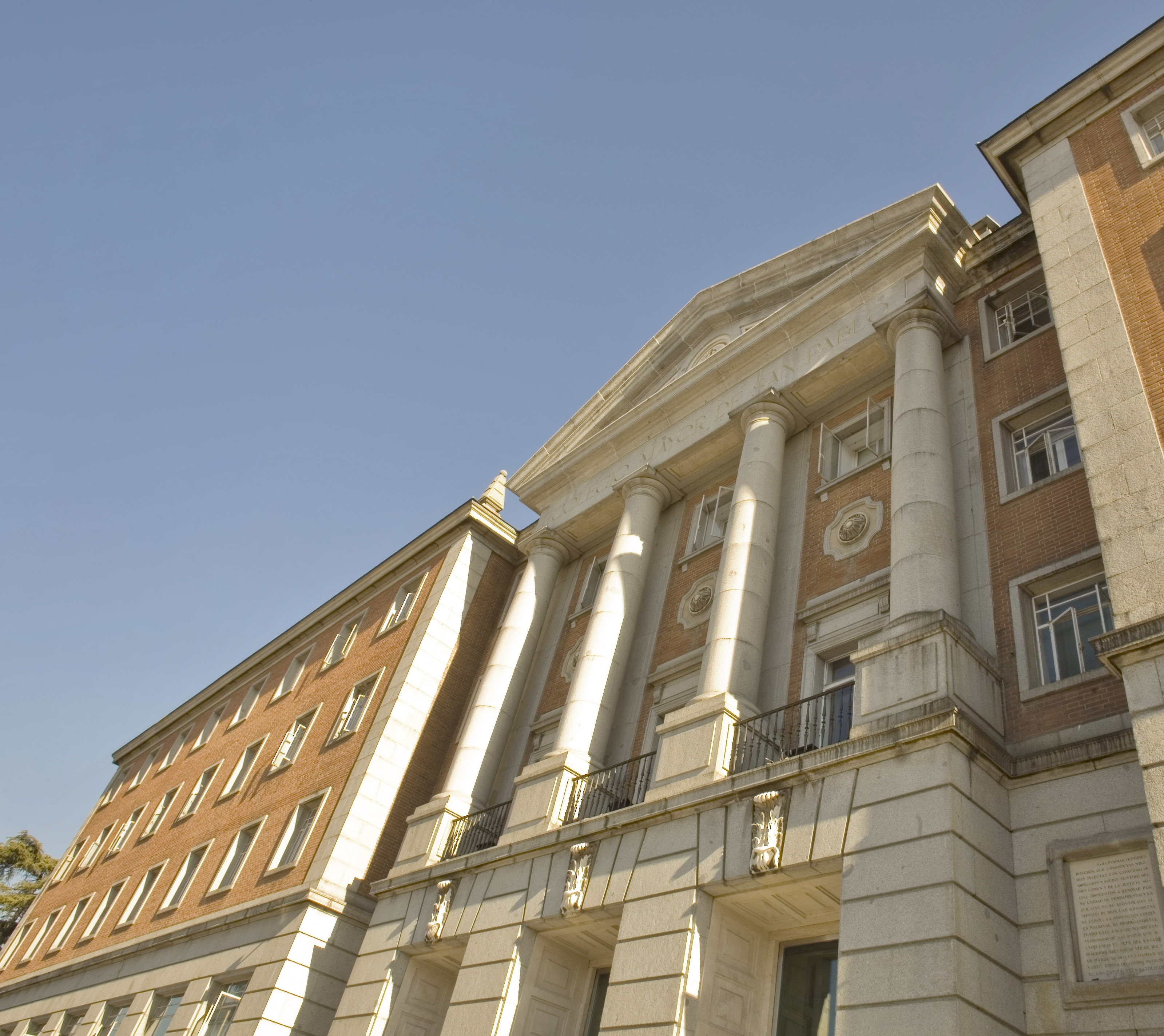
CEU San Pablo, entrada principal

Aparte del ámbito académico oficial, Pascual se mantuvo moderadamente involucrado también en iniciativas educativas semicientíficas patrocinadas por diferentes instituciones, aunque principalmente por la Iglesia. Ya a principios de la década de 1970 se encontraba activo dando conferencias públicas en medios de comunicación y prensa regional; a finales de la década participó en las Jornadas Carlistas de la Prensa en Madrid, organizadas por el Partido Carlista en su sede madrileña, y actuó como vicepresidente de la Asociación Cultural Navarra con sede en Madrid. En la década de 1980 se destacó por participar en las Jornadas Nacionales de Informadores Religiosos. No reanudó su papel anterior de autor; a pesar de haber publicado trabajos analíticos en periódicos ambiciosos como Punta Europa en la década de 1960, tras la caída del franquismo no colaboró en revistas corporativas ni católicas.